# Januar 1980
Portal Geschichte | Portal Biografien | Aktuelle Ereignisse | Jahreskalender | Tagesartikel

◄ |
19. Jahrhundert |
20. Jahrhundert
| 21. Jahrhundert

◄ |
1950er |
1960er |
1970er |
1980er
| 1990er | 2000er | 2010er | ►

◄ |
1976 |
1977 |
1978 |
1979 |
1980
| 1981 | 1982 | 1983 | 1984 | ►

◄ |
Oktober 1979 |
November 1979 |
Dezember 1979 |
Januar 1980 |
Februar 1980 |
März 1980 |
April 1980 |
►
Dieser Artikel behandelt aktuelle Nachrichten und Ereignisse im Januar 1980.

## Tagesgeschehen

### Dienstag, 1. Januar 1980
- Bern/Schweiz: Der FDP-Politiker Georges-André Chevallaz übernimmt turnusgemäß das Amt des Bundespräsidenten.[1]
- Frankfurt am Main/Deutschland: Karl Otto Pöhl wird als Nachfolger von Otmar Emminger Präsident der Bundesbank.[2]
- New York/Vereinigte Staaten: Die DDR, Mexiko, Niger, die Philippinen und Tunesien werden neue nichtständige Mitglieder im Sicherheitsrat der Vereinten Nationen.[3][4]
- Rom/Italien: Italien übernimmt von Irland den Vorsitz im Rat der Europäischen Union. Das Amt des Regierungschefs der EWG erhält Francesco Cossiga.[5]
- Sèvres/Frankreich: Das Internationale Büro für Maß und Gewicht fügt um 0.59 Uhr und 59 s Mitteleuropäischer Zeit eine Schaltsekunde in die Koordinierte Weltzeit (UTC) ein. Störende Einflüsse auf Erdbahn und -rotation ohne UTC-Korrektur hätten zur Folge, dass sich die Erde nach 90 Jahren erst mit 60 s Verzögerung an der Stelle einer kompletten jährlichen Sonnenumrundung befände.[6]
- Stuttgart/Deutschland: Gerhard Prinz löst Joachim Zahn als Vorstandsvorsitzender des Kraftfahrzeug-Herstellers Daimler-Benz AG ab.[7]
- Teheran/Iran: Der Generalsekretär der Vereinten Nationen Kurt Waldheim trifft in der Hauptstadt der Islamischen Republik ein, um seine Dienste für die Freisetzung der Geiseln in der Botschaft der Vereinigten Staaten einzubringen. Waldheim will den Geiseln einen Besuch abstatten, um deren gesundheitliche Situation zu erkunden, sowie ein persönliches Gespräch mit Ruhollah Chomeini führen, der 1979 die Islamische Revolution im Iran ausrief.[8]

### Donnerstag, 3. Januar 1980
- Bonn/Deutschland: Die Deutsche Bundespost richtet den Acht-Minuten-Takt für Ortsgespräche ein. Im Ortsnetz führten die Kunden bisher Gespräche von unbegrenzter Dauer zum Einheitspreis.[9]
- Lissabon/Portugal: Francisco Sá Carneiro (Sozialdemokraten) löst Maria de Lourdes Pintasilgo von der Sozialistischen Partei im Amt des Premierministers ab.[10]
- Washington, D.C./Vereinigte Staaten: Die Zeitung The New York Times veröffentlicht ein Interview mit Andrei Sacharow. Der in seiner sowjetischen Heimat einst geschätzte Wissenschaftler gilt wegen seiner pazifistischen Haltung inzwischen als Belastung für die regierende Kommunistische Partei der Sowjetunion. Im Interview fordert Sacharow den Abzug der Roten Armee aus Afghanistan und legt den Staaten der westlichen Welt nahe, die im Juli beginnenden Olympischen Spiele in Moskau zu boykottieren.[11]

### Freitag, 4. Januar 1980
- Washington, D.C./Vereinigte Staaten: US-Präsident Jimmy Carter reagiert auf die sowjetische Intervention in Afghanistan mit einem Embargo für Warenlieferungen aus den USA in die Sowjetunion. Insbesondere der Absatz von Getreide legte in den letzten zehn Jahren stark zu und ermöglichte eine akzeptable Versorgung der sowjetischen Bevölkerung mit Lebensmitteln, die für die KPdSU nun problematisch werden kann.[12]

### Samstag, 5. Januar 1980
- West-Berlin/Deutschland: Der türkische Kommunist und Lehrer Celalettin Kesim wird am Kottbusser Tor bei einer Protestaktion gegen die drohende Militärdiktatur in der Türkei von türkischen Neofaschisten und islamischen Fundamentalisten ermordet.[13]

### Sonntag, 6. Januar 1980
- Bischofshofen/Österreich: Der Österreicher Hubert Neuper gewinnt die 28. Vierschanzentournee. Auf den Plätzen 2 bis 4 folgen Henry Glaß, Martin Weber und Klaus Ostwald, alle aus der DDR.[14]
- Neu-Delhi/Indien: Die Partei Indischer Nationalkongress (INC) verlässt ihre rund drei Jahre währende Oppositionsrolle mit der Wahl zur 7. Lok Sabha, dem Abgeordnetenhaus des Indischen Parlaments. INC-Spitzenkandidatin Indira Gandhi war von 1966 bis 1977 Regierungschefin, ließ 1975 einen Ausnahmezustand erklären, hob diesen zwei Jahre später wieder auf und verlor 1977 aufgrund ihrer restriktiven Maßnahmen die Gunst der Wähler. Das heutige Wahlergebnis von mehr als 40 % für den INC beweist Gandhis wiederhergestellte Beliebtheit im Volk.[15][16]

### Donnerstag, 10. Januar 1980
- Honolulu/Vereinigte Staaten: Der Ironman Hawaii endet mit Siegen der Amerikaner Robin Beck bei den Frauen und Dave Scott bei den Herren.[17][18]

### Sonntag, 13. Januar 1980

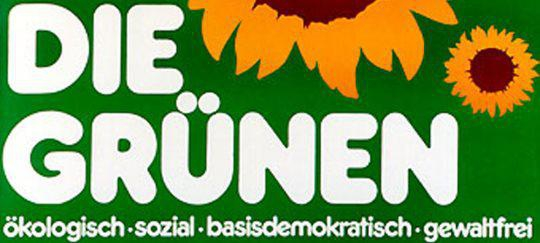
Die erste bundesweit agierende Öko-Partei

- Karlsruhe/Deutschland: Um die Anliegen grüner Politik auf Bundesebene parlamentarisch zu vertreten, gründen Anti-Atomkraft- und Umweltaktivisten sowie Teile der Neuen Sozialen Bewegungen, der Friedensbewegung und der Neuen Linken die Partei Die Grünen.[19]

### Montag, 14. Januar 1980
- Berlin/Deutschland: Im Streit um die Sanierung der S-Bahn-Infrastruktur im amerikanischen, britischen und französischen Sektor spricht die Deutsche Reichsbahn, einziger Arbeitgeber in der DDR mit Angestellten in West-Berlin, Kündigungen gegen 78 Mitarbeiter im Westen der Stadt aus. Die Reichsbahn macht den dortigen Politikern u. a. den Vorwurf, den Erhalt des Schienennetzes zu vernachlässigen.[20]
- New York/Vereinigte Staaten: Die wegen des Kriegs in Afghanistan einberufene Generalversammlung der Vereinten Nationen fordert die Sowjetunion auf, ihre militärische Intervention in Afghanistan zu beenden.[21]

### Sonntag, 20. Januar 1980
- Pasadena/Vereinigte Staaten: Der Super Bowl XIV im American Football zwischen den Pittsburgh Steelers und den Los Angeles Rams endet 31:19.[22]

### Montag, 21. Januar 1980
- London/Vereinigtes Königreich, New York/Vereinigte Staaten: Der Preis für eine Feinunze Gold steigt am Nachmittag auf 850 US-Dollar. Im Vergleich mit dem Preis vom 2. Januar liegt er gut 52 % und im Vergleich mit dem Preis von 1968 gut 2.300 % höher. Gründe sind der Kaufkraftverlust des US-Dollars in Folge der Inflationspolitik seit 1971 und die immer stärker steigende Nachfrage nach Gold.[23]

### Dienstag, 22. Januar 1980
- Moskau/Sowjetunion: Der „Vater der sowjetischen Wasserstoffbombe“ Andrei Sacharow wird mit seiner Frau nach Gorki verbannt. Die Großstadt ist für Ausländer nicht zugänglich und kann von dem Ehepaar nicht verlassen werden. Wiederholt ergriff Sacharow Partei für Kollegen, die eine abweichende Meinung von der staatlichen Linie vertraten. 1975 erhielt er den Friedensnobelpreis und vor acht Tagen empfahl er u. a. den Vereinigten Staaten den Boykott der Olympischen Spiele im kommenden Juli in Moskau.[24]

### Mittwoch, 23. Januar 1980
- Washington, D.C./Vereinigte Staaten: US-Präsident Jimmy Carter thematisiert in seiner Rede zur Lage der Nation vor dem US-Kongress die sowjetische Intervention in Afghanistan und die Islamische Revolution im Iran und erklärt jeden Versuch einer anderen Macht, „Kontrolle über den Persischen Golf zu gewinnen“, zum „Angriff“ auf die „Lebensinteressen“ der USA. Carter stellt für diesen Fall die Anwendung „militärischer Gewalt“ in Aussicht.[25]

### Freitag, 25. Januar 1980
- Teheran/Iran: Unter 96 Kandidaten wählen die stimmberechtigten Iraner erstmals seit Gründung der Islamischen Republik im April 1979 einen Präsidenten, der allerdings innenpolitisch keine Regierungsaufgaben wahrnehmen wird. Nach Angaben der Wahlleitung entscheiden sich circa 76 % der Teilnehmenden für Abolhassan Banisadr, der seit der Revolution verschiedene Ministerposten einnahm.[26]

### Samstag, 26. Januar 1980
- Beverly Hills/Vereinigte Staaten: Bei der Verleihung der 37. Golden Globe Awards erhält der Film Kramer gegen Kramer des amerikanischen Regisseurs Robert Benton insgesamt vier Auszeichnungen, darunter jene in der Kategorie Bester Film (Drama).[27]
- Jerusalem/Israel, Kairo/Ägypten: Israel und Ägypten nehmen gut sechs Jahre nach dem Jom-Kippur-Krieg diplomatische Beziehungen zueinander auf, nachdem die erste Phase des Abzugs der israelischen Armee von der ägyptischen Sinai-Halbinsel im Oktober 1979 planmäßig abgeschlossen wurde.[28]

## Weblinks

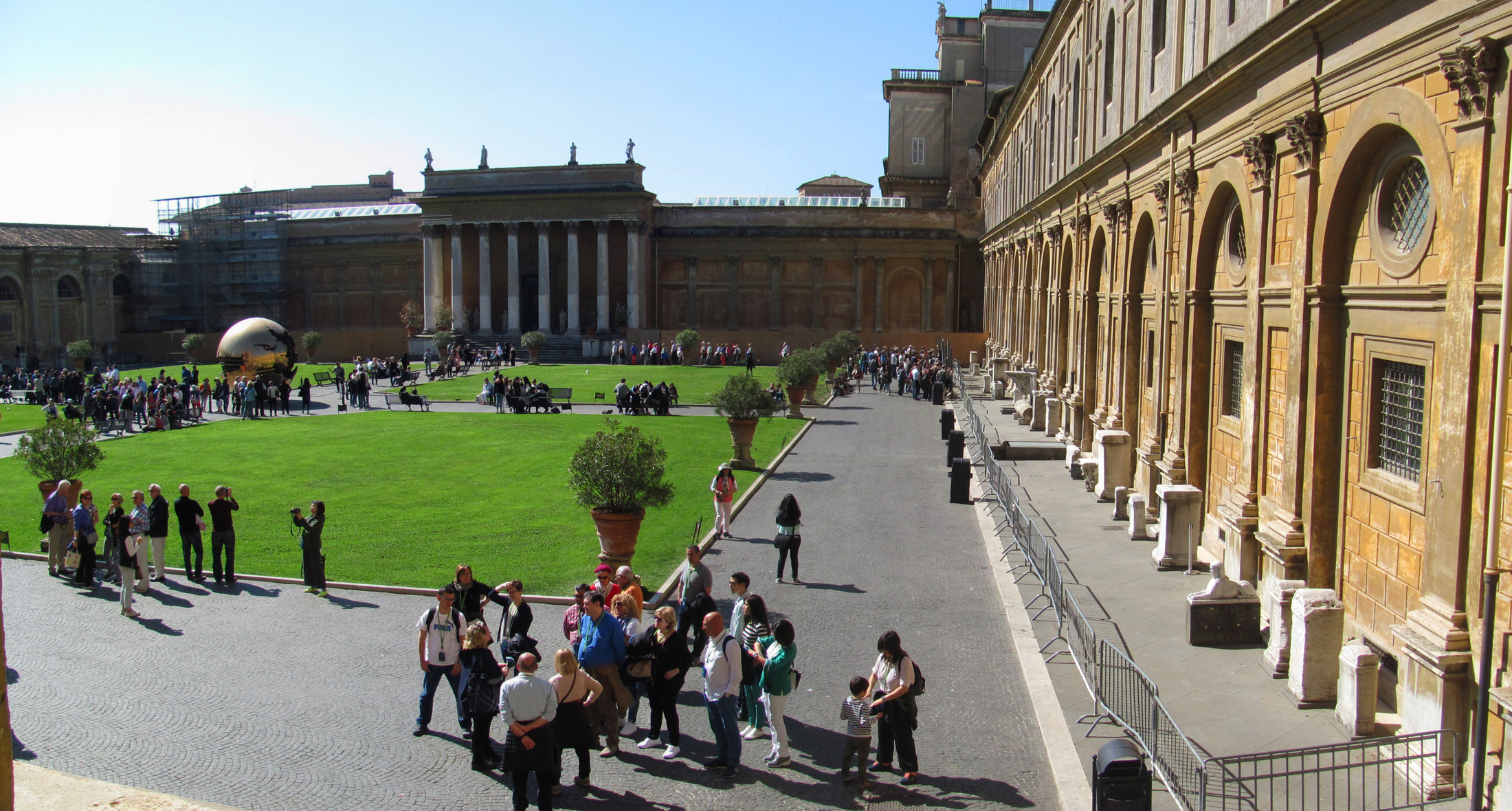
Januar 1980 in der Vatikanstadt

### Donnerstag, 31. Januar 1980
- Köln/Deutschland: Im Programm des Rundfunkveranstalters ARD wird die erste Folge der TV-Unterhaltungsshow Verstehen Sie Spaß? ausgestrahlt. Sie ist eine Weiterentwicklung der Sendung Teleboy des Schweizer Fernsehens und wird vom NDR und SDR co-produziert. Moderator der Sendung ist Kurt Felix, der auch Teleboy moderiert.[29]